# Jacob Job Élie
Jacob Job Élie (Wissembourg, 26 novembre 1746 – Varennes-en-Argonne, 5 febbraio 1825) è stato un generale francese della rivoluzione e dell'impero.

## Biografia
Originario del Basso Reno, entrò in servizio il 2 dicembre 1766, nel reggimento di fanteria dell'Aquitania, partecipò alla campagna di Corsica nel 1769, e assistette ai bombardamenti di Susa e Biserta nel 1770. Congedato il 2 dicembre 1774, fu arruolato il 5 luglio 1781 nel reggimento della regina, divenne sergente il 1º novembre 1781, e fu portabandiera il 1º agosto 1788.
Il 14 luglio 1789, prese parte alla presa della Bastiglia e fu nominato capitano del quinto battaglione della quinta divisione della guardia nazionale parigina, pagato il 1º settembre 1789. Il 3 agosto 1791, fu capitano nel 103º reggimento di fanteria e fu nominato cavaliere di San Luigi il 27 novembre 1791.
Fu nominato tenente colonnello il 7 febbraio 1793 e fu promosso generale di brigata nell'esercito delle Ardenne il 30 luglio 1793, comandante a Givet e a Charlemont. Fu elevato al grado di generale di divisione il 3 settembre 1793, si arruolò nell'esercito di Sambre-et-Meuse il 2 luglio 1794.
Non fu incluso nell'organizzazione dello stato maggiore, arrestato il 13 giugno 1795, fu richiamato in attività il 28 febbraio 1796, e prese il comando di Lione il 28 marzo 1796. Il 19 agosto 1796, fu impiegato nell'esercito delle alpi, poi comandò la Moriana e la Tarantasia il 22 ottobre 1796. Fu congedato il 18 marzo 1797.
Fu ammesso alla pensione il 21 giugno 1811, e morì il 5 febbraio 1825 a Varennes-en-Argonne, nel dipartimento della Mosa.